# Palác pánů z Hradce
Palác pánů z Hradce, nazývaný také Slavatovský, Kolovratský nebo Thunovský, je významná renesanční památka v ulici Zámecké schody 193/1 v Praze na Malé Straně. Je chráněn jako kulturní památka České republiky. Po roce 1768, kdy se stal majetkem Thunů, byl propojen se sousedním barokním Kolovratským palácem, který jim rovněž patřil, do jednoho palácového komplexu.

## Historie
Palác vznikl v 50. letech 16. století přestavbou dvou gotických domů a dnešní vrcholně renesanční podobu získal po roce 1558, kdy ho získal Jáchym z Hradce. Mezi lety 1563–1596 byl palác rozšířen a exteriéry i interiéry zásadně upraveny podle plánů Ulrico Aostalliho de Sala. Na výzdobě se podíleli malíři de Mariani, Graffer a Filg a kameník Rattych.
Roku 1602 palác palác koupil Jáchymův zeť Vilém Slavata z Chlumu a Košumberka; v 80. letech 17. století vystavěli Slavatové raně barokní vyhlídkovou věž. Po vymření Slavatů roku 1693 palác získal roku 1701 Norbert Leopold Libštejnský z Kolovrat. V roce 1768 objekt získali Thunové, kteří jej spojili se svým palácem v Nerudově ulici. Mezi lety 1911–1924 v paláci žil malíř Alfons Mucha.
V roce 1924 koupila celý komplex italská vláda pro své velvyslanectví.

## Popis
Palác pánů z Hradce je stavebně starší, severní částí palácového komplexu. Je přístupný od zámeckých schodů visutým uzavřeným můstkem. Stavebně novější, jižní částí komplexu je Kolovratský palác, přístupný z Nerudovy ulice. Obě části jsou propojeny nižšími barokními spojovacími křídly. Celý komplex je podrobněji popsán společně.
Samotný palác pánů z Hradce má severní uliční fasádu renesanční, částečně pokrytou sgrafitovou rustikou a rozdělenou do tří částí, které se liší šířkou a počtem os, a také typem vysokých štítů. Ve střední části jsou na nejmohutnějším štítu dvě desky: v horní desce jsou erby pánů z Hradce a rodu Ursini, v dolní erby Viléma Slavaty a jeho ženy Lucie Otylie z Hradce. Můstek spojující přízemí paláce se zámeckými schody má kamenný raně barokní portálek se slavatovským znakem a datací 1678. Palác má dva dvory s renesančními vnitřními fasádami, fasáda jižního křídla obrácená ke Kolovratskému paláci je klasicistní. Vyhlídková věž nad středem tohoto jižního křídla má fasádu barokní.